# Imani Lansiquot
Imani-Lara Lansiquot (Londra, 17 dicembre 1997) è una velocista britannica.

## Biografia
Nel 2018 ha vinto la medaglia d'oro agli Europei di Berlino nella staffetta 4×100 metri; nella stessa disciplina ha conquistato la medaglia di bronzo ai Giochi olimpici di Tokyo 2020 e quella d'argento a Parigi 2024.

## Palmarès
| Anno                                  | Manifestazione          | Sede       | Evento      | Risultato  | Prestazione | Note                          |
| ------------------------------------- | ----------------------- | ---------- | ----------- | ---------- | ----------- | ----------------------------- |
| In rappresentanza della Gran Bretagna |                         |            |             |            |             |                               |
| 2014                                  | Mondiali U20            | Eugene     | 4×100 m     | Batteria   | dq          |                               |
| 2015                                  | Europei U20             | Eskilstuna | 100 m piani | 5ª         | 11"74       |                               |
| 2015                                  | Europei U20             | Eskilstuna | 4×100 m     | Oro        | 44"18       | Miglior prestazione personale |
| 2016                                  | Mondiali U20            | Bydgoszcz  | 100 m piani | 4ª         | 11"37       |                               |
| 2017                                  | Europei U23             | Bydgoszcz  | 100 m piani | 4ª         | 11"58       |                               |
| 2018                                  | Europei                 | Berlino    | 100 m piani | 6ª         | 11"14       |                               |
| 2018                                  | Europei                 | Berlino    | 4×100 m     | Oro        | 41"88       | Miglior prestazione personale |
| 2019                                  | Mondiali                | Doha       | 100 m piani | Semifinale | 11"35       |                               |
| 2019                                  | Mondiali                | Doha       | 4×100 m     | Argento    | 41"85       | [ 3 ]                         |
| 2021                                  | Giochi olimpici         | Tokyo      | 4×100 m     | Bronzo     | 41"88       |                               |
| 2022                                  | Mondiali                | Eugene     | 100 m piani | Batteria   | 11"24       |                               |
| 2022                                  | Mondiali                | Eugene     | 4×100 m     | 6ª         | 42"75       |                               |
| 2022                                  | Europei                 | Monaco     | 100 m piani | 5ª         | 11"21       |                               |
| 2022                                  | Europei                 | Monaco     | 4x100 m     | Finale     | dnf         |                               |
| 2023                                  | Mondiali                | Budapest   | 100 m piani | Batteria   | dq          |                               |
| 2023                                  | Mondiali                | Budapest   | 4×100 m     | Bronzo     | 41"98       |                               |
| 2024                                  | World Relays            | Nassau     | 4x100 m     | Bronzo     | 42"80       |                               |
| 2024                                  | Giochi olimpici         | Parigi     | 100 m piani | Semifinale | 11"21       |                               |
| 2024                                  | Giochi olimpici         | Parigi     | 4x100 m     | Argento    | 41"85       |                               |
| In rappresentanza dell' Inghilterra   |                         |            |             |            |             |                               |
| 2022                                  | Giochi del Commonwealth | Birmingham | 100 m piani | Semifinale | 11"18       |                               |
| 2022                                  | Giochi del Commonwealth | Birmingham | 4×100 m     | Argento    | 42"41       |                               |

## Altre competizioni internazionali
2018
- Oro ai London Anniversary Games ( Londra), 4×100 m - 42"36
- Oro al Weltklasse Zürich ( Zurigo), 4×100 m - 42"28
- Argento in Coppa continentale ( Ostrava), 4×100 m - 42"55

2021
- Bronzo nella First League degli Europei a squadre ( Chorzów), 100 m piani - 11"27
- Oro nella First League degli Europei a squadre ( Chorzów), 4×100 m - 43"36